# 未圓湖

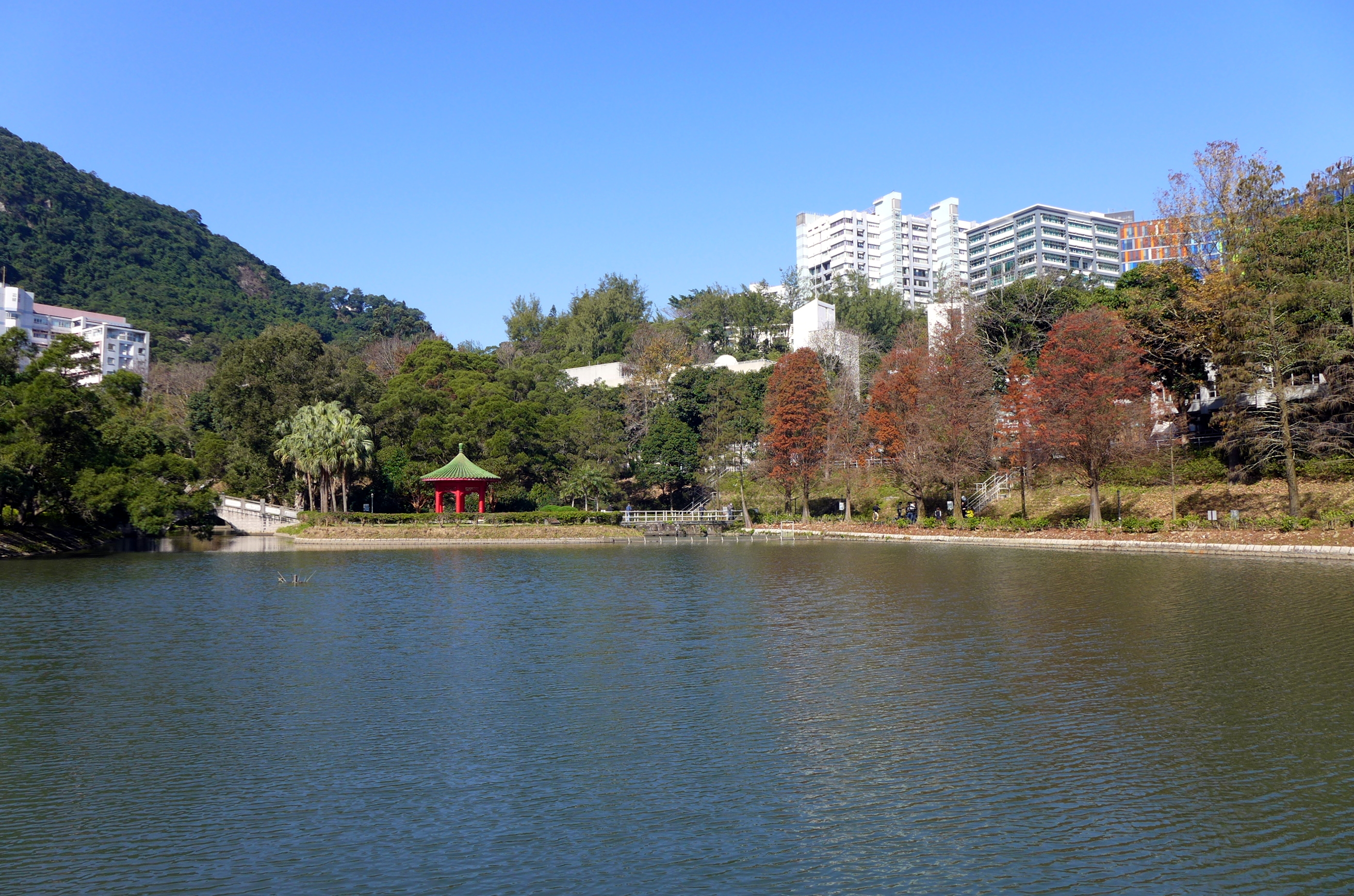
未圓湖

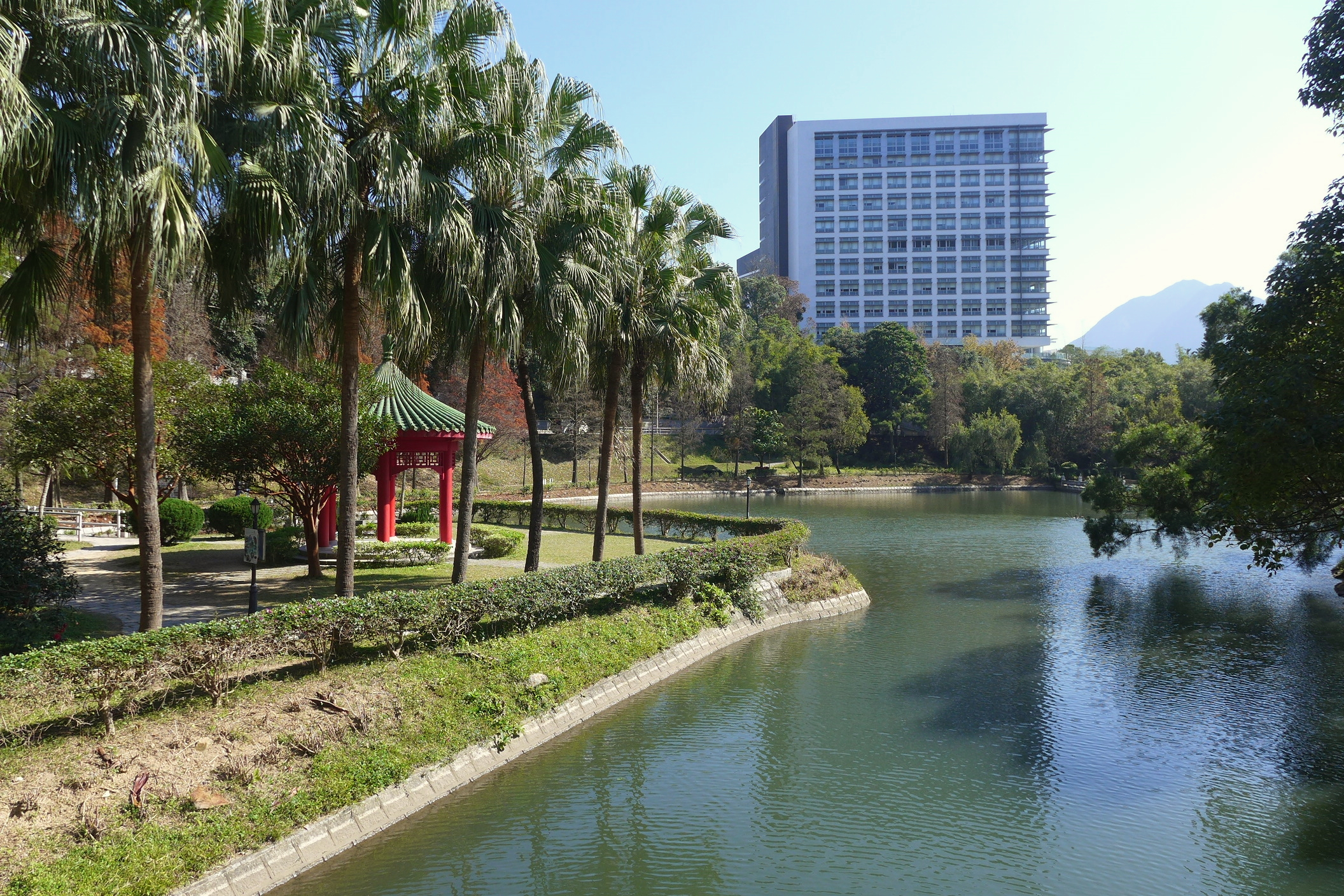
未圓湖內的獅子亭

未圓湖（英語：Lake Ad Excellentiam）位於香港中文大學崇基學院内，夾於眾志堂（崇基膳堂）和嶺南體育場之間，前稱「荷花池」，多見於香港中文大學的宣傳圖片上。
以往，未圓湖湖水乃山上溪水與飯堂排污之混合，因此使富營養化情況惡化，致使校方不得不下巨資整治湖水。在得到各方校友資助下，校方於1997年完成「改善荷花池計劃」（包括挖掘塘泥、在湖上建橋，以及在富爾敦樓後山溪源頭建造泵房，將更多溪水泵至未圓湖），10月30日在崇基學院週會舉行開幕儀式，正式易名為「未圓湖」。湖取名「未圓」，「未圓」蘊含「仍未圓滿，須繼續力求圓滿」之意，呼應崇基校訓「止於至善」以圓滿為永恆理想之自強不息精神，其義可與校訓互釋互明。
未圓湖中心有一個中國傳統八角亭，取名「獅子亭」（全名「九龍中央獅子亭」，1980年已建成），以紀念獅子會捐獻之德。未圓湖蘊含「二池二橋一徑」，二池是指「荷花池」及「養德池」，未圓湖的西南角種植大量荷花，這個便是名副其實的「荷花池」；「獅子亭」旁邊的「養德池」內養有一些鴨子，「德」與英文「duck」同音，同時「養德」又具有培養品德之義，在疏浚完成後，小池變成石屎溢流道，本來湖中的鴨是由香港中文大學前中文系教授康寶文負責飼養的，後因禽流感而不再養鴨。二橋是未圓湖東面的「曲橋」及西面的「拱橋」。繞著未圓湖建有一條小徑，名為「哲徑」，湖邊小徑近眾志堂的斜坡上，用青草鋪砌了崇基校訓「止於至善」四個大字。
未圓湖畔落羽杉每年冬天會有不少紅葉，成為中大學生以至遊人的熱門景點。

## 外部連結
- 未圓湖 （页面存档备份，存于）
- 中大綠色校園環保工作重點中大綠色校園環保工作重點 （页面存档备份，存于）

22°24′57″N 114°12′35″E / 22.415926°N 114.209838°E